# Campeonato Mundial de Ajedrez 1937
El Campeonato Mundial de Ajedrez 1937 fue un encuentro entre el retador Alexander Alekhine de Francia y el campeón defensor Max Euwe de Países Bajos. El match se jugó en distintas ciudades de Países Bajos. El primer juego empezó el 5 de octubre de 1937. El último juego empezó el 4 de diciembre del mismo año, con victoria de Alekhine. Alekhine ganó el match 15½-9½ , recuperando su título, convirtiéndose en el campeón oficial de ajedrez número 16. Este fue el último campeón mundial de ajedrez sin las regulaciones de la FIDE.

## Match
El match sería jugado a mejor de 30 juegos, las victorias contando 1 punto, los empates ½ punto, y las derrotas 0, y acabaría cuando un jugador llegue a 15½ puntos Y gane 6 partidas. Los dos objetivos se deben cumplir para proclamarse campeón. Si el match acabara en un empate 15 a 15, el campeón defensor (Euwe) retendría el título.
| Jugador            | 1 | 2 | 3 | 4 | 5 | 6 | 7 | 8 | 9 | 10 | 11 | 12 | 13 | 14 | 15 | 16 | 17 | 18 | 19 | 20 | 21 | 22 | 23 | 24 | 25 | Total (Vic) |
| ------------------ | - | - | - | - | - | - | - | - | - | -- | -- | -- | -- | -- | -- | -- | -- | -- | -- | -- | -- | -- | -- | -- | -- | ----------- |
| Max Euwe           | 1 | 0 | ½ | ½ | 1 | 0 | 0 | 0 | ½ | 0  | ½  | ½  | 1  | 0  | ½  | ½  | 1  | ½  | ½  | ½  | 0  | 0  | ½  | 0  | 0  | 9½ (4)      |
| Alexander Alekhine | 0 | 1 | ½ | ½ | 0 | 1 | 1 | 1 | ½ | 1  | ½  | ½  | 0  | 1  | ½  | ½  | 0  | ½  | ½  | ½  | 1  | 1  | ½  | 1  | 1  | 15½ (10)    |

## Declaraciones de Euwe después del match
La técnica perfecta y el talento combinativo de Alekhine ya son bien conocidos que es innecesario hablar de ellos. Su conducta en los finales era brillate. Incluso, admiro como finalizaba los juegos aplazados. Yo tenía que analizarlos también, así que los conozco bien. Cuando pienso cómo mi oponente creó ideas ingeniosas y cómo las finalizó en formas inesperadas, solo tengo la gran admiración por el estilo de juego de Alekhine.
Max Euwe